# Comuna Prisăcani, Iași
Prisăcani (în trecut, și Prisăcani-Moreni) este o comună în județul Iași, Moldova, România, formată din satele Măcărești, Moreni și Prisăcani (reședința).

## Așezare
Comuna se află în extremitatea de est a județului, la granița cu raionul Ungheni din Republica Moldova, pe malul drept al Prutului și pe cel stâng al Jijiei. Este străbătută de șoseaua județeană DJ249, care o leagă spre nord-vest de Țuțora, Ungheni și Victoria (unde se termină în DN24) și spre sud-est de Grozești și Gorban (unde se termină în DN28). Din acest drum, la Moreni se ramifică șoseaua județeană DJ249B, care duce spre vest la Comarna (unde se termină în DN28).

## Demografie
Componența etnică a comunei Prisăcani
     Români (65,09%)
     Alte etnii (0%)
     Necunoscută (34,91%)
Componența confesională a comunei Prisăcani
     Ortodocși (63,58%)
     Fără religie (1,07%)
     Alte religii (0,36%)
     Necunoscută (34,99%)
Conform recensământului efectuat în 2021, populația comunei Prisăcani se ridică la 3.638 de locuitori, în creștere față de recensământul anterior din 2011, când fuseseră înregistrați 3.254 de locuitori. Majoritatea locuitorilor sunt români (65,09%), iar pentru 34,91% nu se cunoaște apartenența etnică. Din punct de vedere confesional, majoritatea locuitorilor sunt ortodocși (63,58%), cu o minoritate de fără religie (1,07%), iar pentru 34,99% nu se cunoaște apartenența confesională.

## Politică și administrație
Comuna Prisăcani este administrată de un primar și un consiliu local compus din 15 consilieri. Primarul, Ghiorghe Stanciu[*], de la Partidul Social Democrat, este în funcție din 2016. Începând cu alegerile locale din 2024, consiliul local are următoarea componență pe partide politice:
|  | Partid                          | Consilieri | Componența Consiliului | Componența Consiliului | Componența Consiliului | Componența Consiliului | Componența Consiliului | Componența Consiliului |
|  | ------------------------------- | ---------- | ---------------------- | ---------------------- | ---------------------- | ---------------------- | ---------------------- | ---------------------- |
|  | Partidul Social Democrat        | 6          |                        |                        |                        |                        |                        |                        |
|  | Partidul Național Liberal       | 3          |                        |                        |                        |                        |                        |                        |
|  | Alianța pentru Unirea Românilor | 3          |                        |                        |                        |                        |                        |                        |
|  | Uniunea Salvați România         | 2          |                        |                        |                        |                        |                        |                        |
|  | Forța Dreptei                   | 1          |                        |                        |                        |                        |                        |                        |

## Istorie
La sfârșitul secolului al XIX-lea, comuna făcea parte din plasa Braniștea a județului Iași și era formată din satele Prisăcani și Moreni, având în total 1603 locuitori. În comună existau cinci biserici, două mori de vânt și o școală. Anuarul Socec din 1925 consemnează comasarea celor două sate într-un singur sat denumit, ca și comuna, Prisăcani-Moreni. În 1931, satul și comuna au primit numele de Prisăcani, iar comunei i-au fost alipite satele comunei Țuțora, temporar desființată. Ulterior, comuna Țuțora s-a reînființat, iar satul Moreni a reapărut ca localitate distinctă.
În 1950, comuna a fost transferată raionului Iași din regiunea Iași. În 1968, a revenit, în alcătuirea actuală, la județul Iași, reînființat.

## Monumente istorice

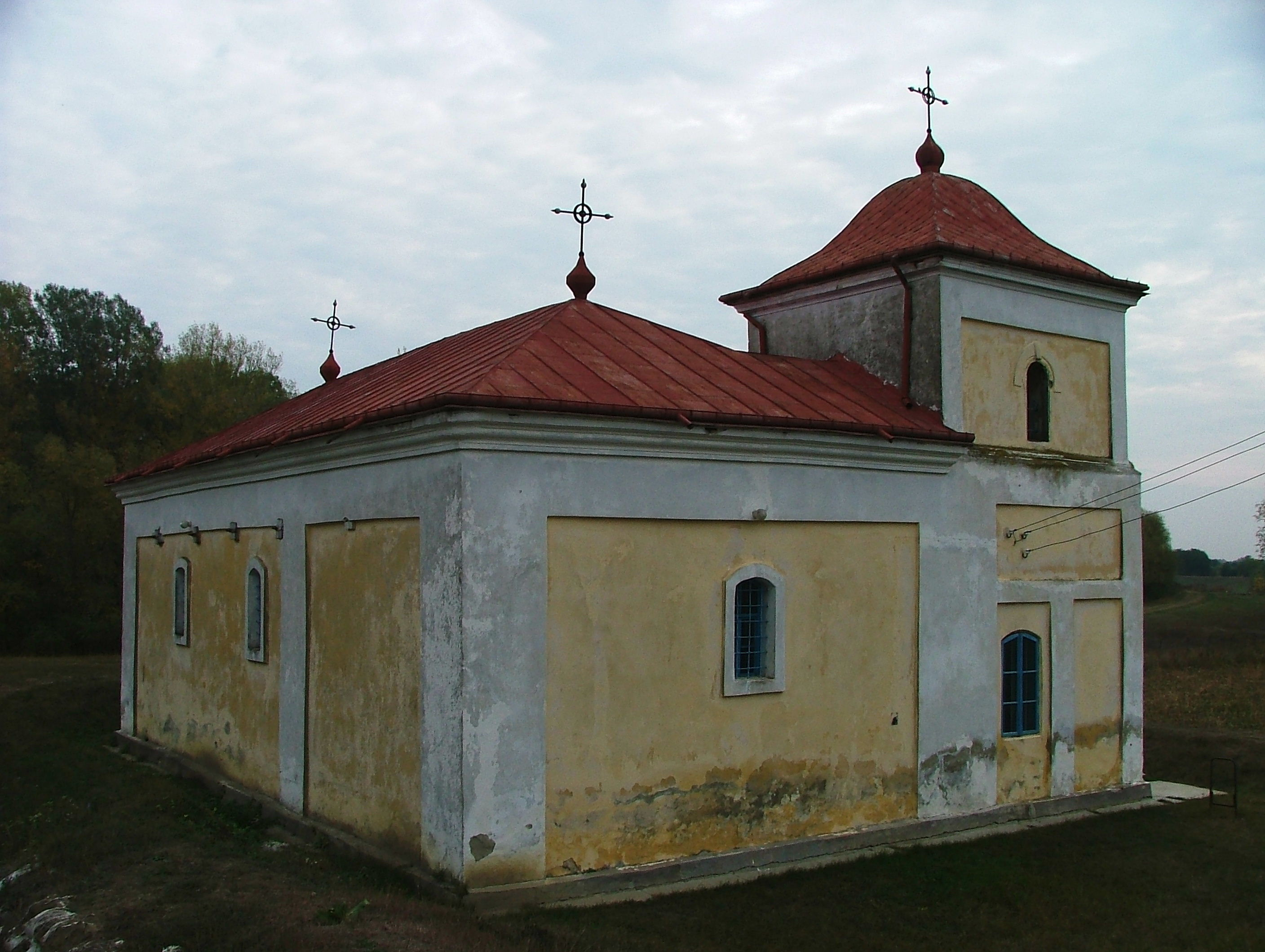
Biserica „Sfinții Voievozi” din satul Prisăcani, monument istoric

Două obiective din comuna Prisăcani sunt incluse în lista monumentelor istorice din județul Iași ca monumente de interes local, ambele fiind clasificate ca monumente de arhitectură: biserica de vălătuci „Sfântul Nicolae” (1830) din satul Moreni și biserica „Sfinții Voievozi” (1737) din satul Prisăcani.